# Prix Friedrich-Nietzsche
Pour les articles homonymes, voir Nietzsche.
Le prix Friedrich-Nietzsche (ou Friedrich-Nietzsche-Preis) est une distinction décernée tous les trois ans par l'état de Saxe-Anhalt en référence au célèbre philosophe Friedrich Nietzsche pour une œuvre de langue allemande essayiste ou philosophique. La distinction est effectuée par le Premier ministre de Saxe-Anhalt sur la base des propositions d'un jury international.
Le prix Friedrich Nietzsche est la plus haute distinction en Allemagne décernée exclusivement pour les réalisations philosophiques et essayistes. Il est doté d'une récompense de 15 000 euros.

## Lauréats
- 1996 Wolfgang Müller-Lauter, Berlin
- 1998 Curt Paul Janz, Bâle
- 2000 Rüdiger Safranski, Berlin
- 2002 Marie-Luise Haase, Berlin, et Michael Kohlenbach, Bâle
- 2004 Durs Grünbein, Berlin
- 2006 Silvio Vietta, Hildesheim
- 2009 Ludger Lütkehaus, Fribourg-en-Brisgau
- 2012 Andreas Urs Sommer, Heidelberg
- 2015 Martin Walser, Überlingen

- 2017 Wolfram Groddeck, Zurich
- 2019 Ágnes Heller, New York/Budapest (posthume)
- 2022 Bettina Stangneth, Hambourg